# ديولف هوبر
ديولف هوبر (بالإنجليزية: DeWolf Hopper)‏ هو مقدم برامج إذاعية وممثل أمريكي، ولد في 30 مارس 1858 في نيويورك في الولايات المتحدة، وتوفي بنفس المكان في 23 سبتمبر 1935 بسبب نوبة قلبية.

## وصلات خارجية
- ديولف هوبر على موقع IMDb (الإنجليزية)
- ديولف هوبر على موقع الموسوعة البريطانية (الإنجليزية)
- ديولف هوبر على موقع ألو سيني (الفرنسية)
- ديولف هوبر على موقع ميوزك برينز (الإنجليزية)
- ديولف هوبر على موقع قاعدة بيانات برودواي على الإنترنت (الإنجليزية)
- ديولف هوبر على موقع قاعدة بيانات برودواي على الإنترنت (الإنجليزية)
- ديولف هوبر على موقع قاعدة بيانات برودواي على الإنترنت (الإنجليزية)
- ديولف هوبر على موقع قاعدة بيانات الفيلم (الإنجليزية)
- ديولف هوبر على موقع كينوبويسك (الروسية)